# Austrogaster
Austrogaster — рід грибів родини Paxillaceae. Назва вперше опублікована 1962 року.

## Класифікація
До роду Austrogaster відносять 3 види:
- Austrogaster baeospermum
- Austrogaster marthae
- Austrogaster novae-zelandiae